# Даунсвілл (Вісконсин)
Даунсвілл (англ. Downsville) — переписна місцевість (CDP) в США, в окрузі Данн штату Вісконсин. Населення — 188 осіб (2020).

## Географія
Даунсвілл розташований за координатами 44°46′30″ пн. ш. 91°55′43″ зх. д. / 44.77500° пн. ш. 91.92861° зх. д. (44.775055, -91.928659).  За даними Бюро перепису населення США в 2010 році переписна місцевість мала площу 2,09 км², з яких 1,96 км² — суходіл та 0,12 км² — водойми.

## Демографія
Згідно з переписом 2010 року, у переписній місцевості мешкало 146 осіб у 63 домогосподарствах у складі 36 родин. Густота населення становила 70 осіб/км².  Було 71 помешкання (34/км²).
Расовий склад населення:
| - 99,3 % — білих - 0,7 % — чорних або афроамериканців |

До двох чи більше рас належало 0,0 %. Частка іспаномовних становила 0,0 % від усіх жителів.
За віковим діапазоном населення розподілялося таким чином: 24,0 % — особи молодші 18 років, 65,0 % — особи у віці 18—64 років, 11,0 % — особи у віці 65 років та старші. Медіана віку мешканця становила 40,3 року. На 100 осіб жіночої статі у переписній місцевості припадало 97,3 чоловіків;  на 100 жінок у віці від 18 років та старших — 98,2 чоловіків також старших 18 років.
Середній дохід на одне домашнє господарство  становив 48 818 доларів США (медіана — 51 875), а середній дохід на одну сім'ю — 66 137 доларів (медіана — 54 375). Медіана доходів становила 48 750 доларів для чоловіків та 27 917 доларів для жінок. За межею бідності перебувало 11,5 % осіб, у тому числі 0,0 % дітей у віці до 18 років та 27,3 % осіб у віці 65 років та старших.
Цивільне працевлаштоване населення становило 63 особи. Основні галузі зайнятості: виробництво — 31,7 %, освіта, охорона здоров'я та соціальна допомога — 19,0 %, мистецтво, розваги та відпочинок — 15,9 %, роздрібна торгівля — 14,3 %.